# Bão Jangmi (2014)
Bão Jangmi (phát âm là [tɕaŋ.mi]), được biết đến ở Philippines với tên gọi Bão Seniang, là một cơn bão nhiệt đới yếu nhưng có sức tàn phá mạnh đã ảnh hưởng đến Philippines vào cuối tháng 12 năm 2014. Nó đã gây ra mưa lớn gây ra lũ lụt nghiêm trọng ở Philippines đã khiến 66 người chết và thiệt hại ít nhất 28,3 triệu USD.
Đây là cơn bão cuối cùng trong số 23 cơn bão được đặt tên trong mùa bão Tây Bắc Thái Bình Dương năm 2014, cơn bão cuối mùa vẫn yếu trong suốt phần lớn thời gian hoạt động của nó. Cơn bão nhiệt đới đạt cường độ cực đại vào ngày 29 tháng 12 gần Surigao del Sur, Mindanao. Jangmi đã tan ngay trước khi mùa bão Tây Bắc Thái Bình Dương năm 2015 bắt đầu.

## Lịch sử khí tượng
Vào ngày 26 tháng 12, cả JTWC và PAGASA bắt đầu theo dõi một nhiễu động nhiệt đới ở phía đông Mindanao, Philippines, nơi Sinlaku hình thành. Vào ngày 27 tháng 12, JMA bắt đầu theo dõi áp thấp nhiệt đới, đã phát triển trong điều kiện thuận lợi, khoảng 630 km (390 dặm) về phía tây Koror, Palau. Vào ngày hôm sau, áp thấp nhiệt đới đó dần phát triển hơn nữa và được PAGASA đặt tên là Seniang khi nó di chuyển theo hướng tây bắc. Cả JTWC và PAGASA đã nâng cấp áp thấp nhiệt đới thành một cơn bão nhiệt đới vào cuối ngày đó.
Đầu ngày 29 tháng 12, JMA đã nâng cấp áp thấp nhiệt đới thành một cơn bão nhiệt đới, đặt tên là Jangmi. Vào thời điểm nâng cấp, Jangmi đã đổ bộ vào thị trấn Hinatuan thuộc tỉnh Surigao del Sur. Cơn bão đi qua khu vực CARAGA và thoát khỏi vùng đất Mindanao trong những giờ chiều cùng ngày, vì nó đã tăng tốc về phía tây bắc. Cuối ngày 30 tháng 12, Jangmi đã đổ bộ vào Cebu và miền nam Negros, ngay trước khi JTWC hạ cấp nó xuống áp thấp nhiệt đới. Vào ngày 31 tháng 12, JTWC đã đưa ra cảnh báo cuối cùng cho Jangmi và JMA đã hạ cấp nó xuống áp thấp nhiệt đới vào buổi trưa cùng ngày. Hệ thống được JMA và JTWC lưu ý lần cuối vào ngày 1 tháng 1 năm 2015, tiêu tan trên đảo Borneo, ngay trước khi mùa bão năm 2015 ở Thái Bình Dương bắt đầu.

## Ảnh hưởng
Bão Jangmi đã đổ bộ vào Surigao del Sur vào ngày 29 tháng 12. Nó đã tạo ra những cơn mưa lớn và gây ra lũ lụt ở miền Nam Philippines. Cơn bão đã khiến 66 người chết với 6 người mất tích, tổng thiệt hại ở Philippines là 1,27 tỷ GBP (28,4 triệu USD).
Tại Malacañang, Thư ký PCOO Coloma đã bảo vệ chính phủ khỏi những lời chỉ trích rằng không đủ để ngăn chặn số thương vong cao, nói rằng các cơ quan đã cảnh báo kịp thời và Tổng thống Aquino đã chỉ đạo chính phủ huy động mọi nguồn lực để giúp đỡ các nạn nhân.

## Tên bão bị khai tử
Bởi vì tổng chi phí thiệt hại đạt ít nhất 1 tỷ GBP, cái tên Seniang đã bị khai tử, và được thay thế bằng Samuel cho mùa bão Tây Bắc Thái Bình Dương 2018.